# ورزشگاه پاکانساری
ورزشگاه پاکانساری (انگلیسی: Pakansari Stadium) یک ورزشگاه چند منظوره در شهر سیبی‌نونگ، اندونزی است.
این ورزشگاه که در سال ۲۰۱۶ تأسیس شده دارای ۳۰٬۰۰۰ نفر ظرفیت می‌باشد.